# Орфоепія української мови
Орфое́пія (ортое́пія) украї́нської мо́ви — сукупність правил про українську літературну вимову.
Орфоепія (ортоепія) (грец. ορθος — «правильний», і грец. επος — «мова», «мовлення») — розділ мовознавчої науки, що вивчає сукупність правил про літературну вимову. Предметом орфоепії є звукові особливості мовлення, однак усне мовлення розглядається в цьому випадку не взагалі, а тільки з погляду його відповідності сучасним літературним нормам.

## Вимова в українській літературній мові
Висока культура усного мовлення передбачає правильність слововжитку, граматичних форм, вимови й наголосу, а також уміння користуватися всіма виразовими засобами. Мова публічного виступу повинна бути чіткою й виразною, ясною й дохідливою. Виразність усного мовлення як читця, так і вчителя, лектора, доповідача досягається вмінням регулювати своє дихання, роз'єднувати мовний потік за допомогою пауз на мовні такти, виділяти в цих мовних ланках за допомогою логічного наголосу потрібне слово, умінням точно артикулювати мовні звуки, а також користуватися всім багатством інтонаційних відтінків. Неодмінною умовою ясності й дохідливості усного вислову є правильне наголошування слів і літературна вимова звуків. Помилки в наголошуванні слів, вимові звуків і їхніх сполучень не тільки утруднюють розуміння висловленого, а й заважають ширенню та засвоєнню усталених норм. Основний перелік норм української літературної вимови виглядає так:

### Вимова голосних звуків
1. Голосні звуки української мови є звуки повного творення. Вони вимовляються повнозвучно не тільки під наголосом, а й у ненаголошеній позиції.
2. Звук [а] в усіх позиціях вимовляється чітко, ясно, ніколи не скорочується й не приглушується, не переходить у звуки [е], [і], [и]: [ша́пка], [час], [дале́ко], [па́мјат'], [загл'ада́ти].
3. Голосний [о] як наголошений, так і ненаголошений вимовляється виразно, повнозвучно, ніколи не переходить у звук [а]: [вода́], [молоко́], [обговори́ти].
Ненаголошене [о] перед наголошеним складом з [у] звучить з наближенням до [у]: [коужу́х], [моуту́зка], [поулу́м иесок], [боул'у́чиĭ], [моугу́т'н' іиĭ], [роузу́мниĭ], [у боују́], [коузу́], [доушчу́], [чоуму́], [гоуту́ју], [говоур'у́], [ноушу́], [допомоужу́], [воуд͡жу́].
Не виявляє нахилу до [у] звук [о] в таких випадках: коли є сполучним голосним у складних словах: [одноку́рсниек]; також, за нечисленними винятками, у словах іншомовного походження: [борд'у́р], [монту́ју]; у префіксах до-, о-, об-, про-, роз- багатьох слів: [добу́ти], [здобу́ток], [оду́жати], [обслу́га], [пробу́ти], [роздумати]; у ряді суфіксів: [красоту́], [рвону́ти], [трусону́ти].
Перед складом з наголошеним [і] нахил [о] до [у] менш виразний: [г о(у)л'іўка], [по(у)р'і́г], [то(у)бі́], [до(у)јі́ити], [хо(у)д'і́м(о)]. Малопомітний нахил [о] до [у] перед наголошеним складом з [і] у словнику не позначається.
Сильне наближення ненаголошеного [о] до [у]: [зуозу́л'а], а то й заміна [о] звуком [у]: [зузу́л'а], вимова [о] з нахилом до [у] в будь-якій позиції: [коуро́ва], що спостерігається в говорах південно-західного наріччя, не відповідає літературній нормі.
4. Звук [у] вимовляється чітко в усіх позиціях: [кучугу́ра], [будо́воју], [л'уди́на]. Ненаголошений [у] після голосного перед приголосним може ослаблюватися до нескладотворчого: аудиторія [аўдието́р'іја].
5. Голосний [і] вимовляється чітко як звук переднього ряду і високого ступеня підняття язикової спинки: [д'ід], [с'і́но], [с'іл'с'ки́ĭ]. Так вимовляється й [і], що походить з [о]: [н'іж], [с'ік], [с'т'іл], [пос'т"і́ĭниĭ], [н'іг], [бол'і́т], [брат'і́ў], [в"іл], [б"ік], [в"ін] також [і] в закінченні називного відмінка множини прикметників, дієприкметників, числівників, займенників, [га́рн'і], [здоро́в"і], [бра́тов"і], [би́т'і], [дру́г"і], [на́ш"і]; на межі слів та частин абревіатур: [д'ід і ба́ба], [ф"і'нінспе́ктор].
Виразно вимовляється [і] й на початку слова: [і́скра], [і́спиет], [істо́та], зокрема й після прийменника на приголосний: [вʻʻід і́скри], [з і́скри]. Однак у деяких словах наголошене початкове [і] наближається у вимові до [и]: [і́инод'і], [і́инколи]у [і́иншиĭ], [і́инде].
З наближенням до [и] вимовляється також [і] в закінченнях називного й орудного відмінків однини та непрямих відмінків множини прикметників м'якої групи та порядкового числівника третій: [си́н'іиĭ], [беизкра́јіиĭ], [тре́т'іиĭ]— називний відм. чол. роду; [си́н'іим], [беизкра́јіим], [тре́т'іим] — орудний відм. однини чол. й середн, роду; [си́н'іих], [беизкра́јіих], [тре́т'іих]—родовий і місцевий відм. множини; [си́н'іим], [беизкра́јіим], [тре́т'іим] — давальний відм. множини; [си́н'іими], [беизкра́јіими], [тре́т'іими] — орудний відм.множини.
Так само вимовляється [і] в закінченнях присвійних займенників мій, твій, свій: [мојі́им] — орудний відм. однини; [мојі́их] —род. і місц. відм. множини; [мојі́им] — дав. відм. множини; [мојі́ими] — орудн. відм. множини.
Без нахилу до [и] вимовляється [і] тільки в закінченнях місцевого відм.однини чол. й середн. роду: у [си́н'ім], [беизкра́јім], [тре́т'ім], [мојі́м]; давального й місцевого відм. жіночого роду: [си́н'іĭ], [беизкра́јіĭ], [тре́т'іĭ], [мојі́ĭ] та називного відм. множини: [си́н'і], [беизкра́јі], [тре́т'і], [мојі́].
Після [ј] широку вимову [і] маємо в ряді суфіксів: [крајі́ина], [геиројі́ин'а], [во́јіин], [гно́јіишче], [веибо́јіистиĭ], [мар'і́јіин], [го́јіити] та ін. Основна форма цих суфіксів -ин(а), -ин(я), -ин, -ищ(е), -ист(ий), -ин, -и(ти). Під впливом [ј] звук [и], що є в основі цих суфіксів, звужується до [іи].
6. Голосний [е] чітко, виразно вимовляється під наголосом як звук переднього ряду і середньо-низького підняття: [сте́жка]. Артикуляція його, на відміну від [і], легка, ненапружена.
Вимова наголошеного [е] із значним наближенням до [и]: [сти́ежка], відома в говірках, є грубим порушенням літературної норми.
Виразно звучить [е] і в побічнонаголошених складах: [тѐплоте́хн'іка].
Не втрачає своєї якості звук [е] також в окремих ненаголошених позиціях, а саме: а) на початку слова після паузи: [еква́тор], [екра́н], [епо́ха];
б) коли є закінченням слова: [мо́ре], [по́ле], [га́рне], [те́пле], [да́не], [ши́те], [пе́рше], [пја́те], [ко́жне], [ус'а́ке], [дру́же], [бра́те], [пи́ше], [кли́че], [ви́ĭде], [вʻʻіз'ме];
в) у закінченнях іменників: [го́стевʻʻі], [това́риешевʻʻі], [кра́јевʻʻі], [го́стем], [това́риешем], [кра́јем], [се́рцем], [мо́рем], [до́леју], [ка́шеју], [те́слеју];
г) коли виступає сполучним звуком у складному слові, перший компонент якого має побічний наголос: [бо'лезаспок'і́ĭлиевиĭ].
В інших ненаголошених позиціях [е] наближається у вимові до [и]. Перед наголошеним складом з [і], [и], [у] це наближення більше: веді́ть [виед'і́т' ], веди́ [виеди́], веду́ [виеду́], а перед складом з [о], [а], [е]— менше: вело́ [веило́],вела [веила́], веде́ [веиде́].
У ряді випадків ненаголошене [е] і перед наголошеними [і], [и], [у] вимовляється без значного нахилу до [и], зокрема в префіксах без-, пре-: [беизви́хʻʻідниĭ], [преиму́дриĭ] у заперечній частці-префіксі не-: [неид'і́ĭсниĭ]; перед [р] у межах складу: [пеирли́на] (попередній [р], звук [л] і тверді губні також розширюють до деякої міри сусідні з ними [е], [и]); після голосного в словах іншомовного походження: [поеити́чниĭ]; тоді, коли виступає в ролі сполучного звука в складних словах: [волеил'у́бниĭ].
На вимову ненаголошеного [е] впливає також сусідство м'яких приголосних, які звужують його вимову. Цей вплив найвідчутніший при обобічному сусідстві таких приголосних, особливо [ј]. Після [j] перед дальшим м'яким приголосним голосний [е] вимовляється як [иі] : армі́єць [армʻʻі́јиіц' ], європе́єць [јеиўропе́јиіц' ], інді́єць [ін'д'і́јиіц' ], засво́єння [засво́јиін':а], змагаєшся [змага́јиіс':а], змагається [змага́јиіц':а].
7. Голосний [и] чітко, виразно вимовляється під наголосом як звук переднього ряду і високо-середнього підняття, проміжний між [і] й [е]: [ти́хо], [хи́тра], [ми], [син], [ни́ва]. Твориться він легко, без напруження. Дуже напружена його вимова, значно обнижена артикуляція, близька до [иі] або [е]: [ти́іхо], [хʻʻе́тра], вимова його як [ы]: [мы], [сын] — усі ці відмінності у вимові [и], властиві окремим південно-західним говорам, є відступом від літературної норми. Не становить загальноприйнятої норми і вузька та підвищена вимова типового [и], характерна для північних говорів: [миі], [ни́іва]; [мі́и], [ні́ива].
Виразно чується звук [и] також: а) у побічнонаголошених складах: [шѝрокор'а́дна];
б) у ненаголошеній позиції перед [ĭ], що стоїть у кінці слова або перед наголошеним складом з [и]: [жва́виĭ], [дру́гиĭ], [ви́лиĭ]', [приĭти́], [киĭки́];
в) у ненаголошеному закритому складі закінчення слова: [до́брих], [би́тих], [пе́рших], [ко́жних], [до́брим], [би́тим], [пе́ршим], [ко́жним], [но́сиш], [но́сит'], [но́сим].
Без помітного нахилу до [е] чується ненаголошене [и] у формі 2-ї особи однини наказового способу дієслів І дієвідміни: [ви́ĭди], [ви́три], [ви́пхни].
У решті випадків ненаголошений голосний [и] кінцевого відкритого складу звучить з незначним наближенням до [е]: [свобо́ди(е)], [заво́ди(е)], [пол'а́ми(е)], [робити(е)], [би́ли(е)], [зрад'і́ўши(е)], [навʻʻі́ки(е)]. Цього малопомітного нахилу словник не фіксує.
З найбільшим нахилом до [е] звучить [и] перед наголошеним складом з [е]:живе́ [жеиве́], сидите́ [сиедеите́]. Проте [и] в ролі сполучного звука в складних словах, де першим компонентом є числівник, перед складом з наголошеним [е] вимовляється з незначним наближенням до [е]: [пјатиеде́н: иĭ]. Перед наголошеним складом з [а] наближення [и] до [е] також значне, але не таке сильне, як перед [е]. Тому позначаємо вимову цього[и] знаком [ие]: [чиетати].
Перед наголошеними складами з [о], [у], [и], [і] звук [и] виступає з невеликим нахилом до [е]: [жиела́], [жиеву], [жиеви́], [жиевʻʻі́т'].
8. На вимову ненаголошених [е], [и] впливає темп мовлення. У прискореному темпі вони ще більше зближаються один з одним: [жеве́], [жеила́], [свобо́дие], [заво́дие], [брата́мие], [роби́тие], [би́лие], [навʻʻі́кие], [зрад'і́ўшие].
9. Зближення, змішування і нерозрізнювання [е], [и] в ненаголошених позиціях — одна з найхарактерніших рис українського вокалізму. Слова в парах мене́ [меине́] і мине́ [меине], наведу́ [навиеду́] і на виду́ [на виеду́] вимовляються абсолютно однаково. Вимова ненаголошених [е], [и] без помітної відміни від наголошених, властива північним говіркам, перебуває поза нормами літературної мови.

### Вимова приголосних звуків
1. Дзвінкі приголосні [б], [д], [з], [д̑з], ['ж], [д͡ж], [г], [ґ] у кінці слова і в кінці складу перед глухим приголосним вимовляються дзвінко: [хл'і́б], [горо́д], [вʻʻіз], [ґед̑з'], [н'іж], [ґанд͡ж], [с'н'іг], [ґиерли́ґ]; [гриебки́], [обчи́стиети], [гр'а́дка], [вʻʻідкуси́ти], [ни́зка], [вʻʻід̑зсади́ти], [ду́жка], [пʻʻідше́фниĭ], [дос'агти́].
Тільки в словах вогко, легко, кігті, нігті, дігтяр звук [г], як правило, знеголошується: [во́г̯ко] і нерідко оглушується: [во́х̯ко]. Знеголошується також звук [д] у слові жердка: [же́рд̯ка].
2. Звук [в] вимовляється дзвінко, ніколи не замінюється звуком [ф]: [барв]. Навпаки, в кінці слова після голосного, в середині слова після голосного перед приголосним та на початку слова перед приголосним набуває більшої звучності і переходить у нескладотворчий [ў]: [браў], [поўтори́ти], [ўплиў].
Безголосий варіант [в], але без переходу в [ф] зустрічається тільки в кінці слова після двох глухих приголосних: [виедаўни́цтв̯].
3. Префікс з-, як і прийменник, перед глухими приголосними переходить у [с-]: зцілити [с'ц'ілйти], з хати [схати].
4. Префікс роз- перед глухими приголосними у швидкому і нормальному темпі вимовляється як [рос-]: розказа́ти [росказа́ти]. Перед [с] здебільшого зберігається форма із [з]: [розси́пати]. У повільному темпі звучить роз-: [розказа́ти].
5. Префікс без- перед глухими у повільному і нормальному темпі вимовляється як [без-]: [беизпека]. У швидкому — як [бес-]: [беиспе́ка].
6. Глухі приголосні перед дзвінкими шумними в середині слів вимовляються як відповідні дзвінкі: боротьба́ [бород'ба́], вокза́л [воґза́л]. Також у тісних словосполученнях: о́сь де [о́з'де], хоч би́ [ход͡жби́].
7. Сполучення літер дж вимовляється як один звук [д͡ж]. Твориться він так само, як [ч], тільки з участю голосу: джерело́ [д͡жеиреило́], буджу́ [буд͡жу́].
На межі префікса і кореня правописне дж вимовляється як два звуки: [вʻʻід-жиема́ти] → [вʻʻід͡жжиема́ти]. Звук [д͡ж] тут виник із [д] внаслідок уподібнення.
8. Сполучення літер дз звучить як один приголосний [д̑з]. Твориться він так, як [ц], але з участю голосу: дзе́ркало [д̑зеркало], кукуру́дза [кукуру́д̑за].
На межі префікса і кореня правописне дз вимовляється як два окремих звуки: [пʻʻід-зві́тниĭ] → [пʻʻід̑ззві́тниĭ]. Звук [д̑з] тут постав із [д] унаслідок асиміляції.
9. Звук [г] в українській мові дзвінкий, гортанний (власне, глотковий), фрикативний приголосний: [голова́], [доро́га], [говори́ти].
10. Літературний [л]—передньоязиковий ясенний твердий сонант. Твердо він вимовляється в кінці слова та перед приголосним: [вʻʻіл], [полк], також перед голосними [а], [о], [у]: [клас], [блок], [клуб]. У цих же позиціях [л] виступає і м'яким. На письмі його м'якість позначається літерами ь, я, ю: біль, пильнувати, льох, лякати, люди.
Перед [і] звук [л] вимовляється м'яко: [л'і́кар], [л'і́зти]. Перед голосними [е] та [и] поширена трохи пом'якшена (але не м'яка) вимова [л]: [ел˙ектриека], [л˙и́хо]. Цю середню між твердою і м'якою вимову словник не фіксує: [еле́ктриека], [ли́хо]. М'яка вимова [л] перед [е]: [ел'е́ктриека], [л'е́кц'іја] є грубим порушенням літературної норми. Не властивий літературній мові і дуже твердий задньопіднебінний [л], відомий у говорах західних областей. У кінці слова після глухого приголосного звук [л] буває безголосим: [бʻʻіно́кл̯' ].
11. Губні приголосні [б], [п], [в], [м], [ф] майже завжди тверді: [др'іб], [сип], [с'ім], [верф]. Напівпом'якшеними вони виступають у позиції перед [і]: [бʻʻіб], [пʻʻіл], [вʻʻін], [мʻʻіĭ], [фʻʻігу́ра], у словах типу [с'вʻʻа́то], [ц'вʻʻа́х], [д̑з'вʻʻакнути] та в деяких іншомовних словах: [бʻʻуро́], [пʻʻуре́].
12. Звук [ф] — губно-зубний щілинний глухий твердий приголосний, відомий лише в словах іншомовного походження: [факт], [фо́рма], [ареифметиека]. У діалектному мовленні цей звук часто замінюється двома звуками [хв] або одним [х]: [хвакт], [хво́рма], [хо́рма] [ареихме́тиека]. Спостерігається в говірках і зворотне явище — усталене звукосполучення [хв] вимовляється як [ф]: [фи́л'а], [фʻʻі́ртка], [фʻʻіст], [форо́ба]. Такі заміни не допускаються літературною мовою.
13. Приголосні [г], [к], [х], [ґ], як правило, тверді: [ги́чка], [ки́лием], [хи́триĭ], [ґи́ґнути], [ге́н'іĭ], [ке́л'ма], [хе́кати], [ґед̑з' ], [дороги́ĭ], [важки́ĭ], [глухи́ĭ] (ч. р.), [дороге́], [важке́], [глухе́'], [беириеги́], [думки́], [пастухи́], [д̑зи́ґи]. Напівпом'якшені вони тільки перед [і] та в окремих запозичених словах: [гʻʻі́рко], [кʻʻіне́ц' ], [хʻʻіба́], [кʻʻуве́т].
14. Шиплячі [ч], [д͡ж], [ш], [ж] в українській літературній мові тверді: [ча́ша], [чиета́ч], [чу́чеило], [чи́шчеиниĭ], [д͡жем], [меижа́], [лоша́], Напівпом'якшені вони в позиції перед [і]: [о́чʻʻі], [товариешʻʻі́], [ножʻʻі́].
Подовжені шиплячі частіше вимовляються також напівпом'якшено: [кло́чʻʻ:а], [під: а́шʻʻ:а], [збі́жʻʻ:а]. Пом'якшена вимова шиплячих перед а дієслівного закінчення третьої особи множини: [бʻʻіж'а́т' ], [криеч'а́т' ], а також в іменниках середнього роду типу лоша: [лошʻʻа́], [курчʻʻа́], властива окремим говорам, не відповідає літературній нормі.
15. Приголосний [ц] у літературній мові здебільшого м'який: [молоде́ц' ], [ву́лиец'а], [реивол'у́ц'іја], [ц'а́мриена]. Твердий він завжди перед [е], [и]: [це́гла], [цим], а також у запозичених словах: [ца́риена], [плац], [пала́ц], [абза́ц] і окремих вигуках: [бац], [клац].
16. Звук [р] постійно твердий укінці слова й складу: [вʻʻіўча́р], [чеитве́р], [база́р], [кома́р], [л'і́кар], [суха́р], [з'вʻʻір], [тхі́р], [веирба́], [верхи́], ['гірки́ĭ], [мо́рква]. М'яка вимова [р] у цих позиціях: [базар' ], [л'ікар' ]; [вер'хи], [мо́р'ква], а також перед [а] в деяких словах: [кварти́р'а], [комо́р'а], [гр'ад], [р'ама] є діалектною, ненормативною.
На початку складу перед [і], звуками [а], [у], [о], що графічно передаються буквами я,ю та сполученням літер ьо, приголосний [р] вимовляється м'яко: [р'і́веин' ], [р'іг], [зор'а́], [пор'а́док], [р'аби́ĭ], [гр'у́кати], [вар'у́], [утр'о́х]. Тверда вимова [р] у цих позиціях: [риг], [зора́], [бу́ра], [пора́док], [вару́], [говору́], [л'і́кару], [утро́х], властива багатьом говорам, у літературному мовленні не допускається.
У кінці слова після глухого приголосного звук [р] знеголошується: [теиатр̯].
17. Приголосні [д], [т], [н], [л], [з], [с], [ц], [д̑з] можуть м'якшитися в усіх позиціях: [д'а́д'ко], [бад'о́риĭ], [мʻʻід' ], [т'ул'па́н], [мит' ], [н'а́н'ка], [кʻʻін' ], [л'ут' ], [бʻʻіл' ], [з'ат' ], [лаз' ], [с'уди́], [вʻʻіс' ], [ц'ац'ка], [мʻʻіц' ], [ґед̑з' ].
Найм'якшими є [д' ], [т' ], [н' ], [л' ]. Звуки ж [з' ], [с' ], [ц' ], [д̑з' ]—тільки пом'якшені. Дуже м'яка, трохи шепелювата їх вимова: [на во́з'ж'і], [с'ш'і́но], [ц'ч'іна́], відома в південно-західній діалектній групі, не становить літературної норми.
18. Приголосні [д], [т], [з], [с], [ц], [л], [н] перед [і], що походить з давнього [о] та прикметникового закінчення -ыѣ, вимовляються здебільшого м'яко: [сиен'іў], [под'і́л], [з'ір], [л'іĭ], [с'іл' ], [ра́д'існиĭ], [зеиле́н'і], [си́т'і], [би́т'і]. Проте в цих позиціях можлива також тверда їх вимова: [сиеніў], [сіл' ], [радісниĭ], [зеиле́ні] і напівпом'якшена: [сиенʻʻіў], [сʻʻіл' ], [ра́дʻʻісниĭ], [зеиле́нʻʻі]. З метою нормалізації вимови цих приголосних перед [і] з [о] та -ыѣ словник рекомендує тільки м'який варіант.
19. Твердо вимовляються зубні приголосні на межі частин абревіатур та на стику слів [пѐдінстиету́т], [брат і сеистра́], а також звичайним темпом на межі префікса і кореня: [беизімен: иĭ].
20. Приголосні [з], [с], [д̑з], [ц], [н], [л], [д], [т] перед м'якими цієї ж групи вимовляються м'яко: [ку́з'н'а], [с'н'іг], [молод̑з'ц'і́], [миец':і], [рад'а́н'с'киĭ], [гʻʻі́л'ц'і], [д'н'і], [д'л'а], [пу́т'н'і], [т'л'і́ти], але: на [во́лз'і].
Звуки [д], [т], [з], [с] перед кінцевим м'яким основи прикметників твердої групи у формах давального й місцевого відмінків однини та називного відмінка множини переважно не пом'якшуються: [наро́дн'іĭ], [па́мјатн'іĭ], [о́бразн'іĭ], [барви́ст'іĭ]; [наро́дн'іĭ], [па́мјатн'і], [о́бразн'і], [барви́ст'і]. Хоч тут можлива і м'яка вимова: [наро́д'н'іĭ], [па́мј'ат'н'іĭ], [о́браз'н'іĭ], [барви́с'т'іĭ]; [наро́д'н'і], [па́мјат'н'і], [о́браз'н'і], [барви́с'т'і].
Приголосні [з], [с], [ц], [д̑з] можуть пом'якшуватися і перед напівпом'якшеними губними: [з'вʻʻір], [с'вʻʻато], [с'вʻʻіт], [с'мʻʻіх], [ц'вʻʻах], [д̑з'вʻʻа́кати].
Зубні в кінці префікса перед м'якими зубними звичайно не пом'якшуються: [беизд'іја́л'ниĭ], [пʻʻідл'і́зти], [розд'ага́ти], [розл'ін'і́јати], [розс'і́јати], але[роз':а́вити].
Пом'якшуються тільки префіксальний [д] перед [д' ], [т' ], [н' ]: [вʻʻід':іли́ти], [над'т'і́сувати], [пʻʻд'н'іма́ти], також [д̑з], [с] перед [с' ], [ц' ]: [пʻʻд̑з'с'істи] [вʻʻід̑з'ц'іл'а́], [с'і́кти], [с'ц'іди́ти] та префікс с- перед [т' ]: [с'т'і́сувати], [с'т'а́гувати].
21. Приголосні [т' ], [д' ] вимовляються без свистячого відзвуку: [т'і́сно], [мит' ], [д'і́ло], [мʻʻід’ ]. Вимова їх з призвуками [ц'], [д̑з']: [т'ц'і́сно], [д'д̑з'і́ло]—не властива українській літературній мові. Лише в позиції після [с' ], [з' ] звуки [т' ], [д' ] мають відзвуки [ц'], [д̑з']: [чи́с'т'ц'], [јі́з'д'д̑з']. Цього відтінку вимови словник не фіксує.
22. Звук [д' ] перед [д], а також шиплячими зберігає свою м'якість: [бу́д'де], [бу́д'чиĭ], [бу́д'шчо]. Також [т' ] перед [т]: [тра́т'те]. Проте відома і тверда їх вимова в цих позиціях: [бу́д: е], [бу́д͡жчиĭ], [бу́д͡жшчо]; [трат: е]. Диспалаталізованого варіанта словник не транскрибує.
23. Подовжені приголосні, що розвинулися в давньоукраїнській мові внаслідок уподібнення звука [ј] попереднім м'яким приголосним: знання, рілля, тінню, ллю, а також подвоєні (здвоєні) в результаті збігу: оббити, законний вимовляються як один довгий звук: [знан':а́], [об: и́ти]. Так само вимовляються і не закріплені ортографією подовжені приголосні, що постають унаслідок асиміляції: вітчи́зна [вʻʻіч: и́зна], болі́тце [бол'іц: е], ви́нісши [ви́н'іш: и], зжува́ти [ж: ува́ти], бере́шся [беире́с':а], беріться [биер'і́ц':а].

### Асиміляція груп приголосних
24. Багато груп приголосних зазнають у вимові асимілятивних змін. Унаслідок регресивного уподібнювання відбуваються такі зміни в звукосполученнях:
- с + ш→[ш:]: ви́рісши [ви́р'іш: и]
- з + ш в середині слова → [жш]: ви́візши [ви́вʻʻіжши], на початку слова [ш:]: зши́ти [ш: и́ти]
- з + ж → [ж:]: зжо́вкнути [ж: о́ўкнути], безжа́лісний [беиж: а́л'існиĭ]
- з + ч в середині слова → [жч] безче́сний [беижче́сниĭ], на початку слова → [шч]: зчи́стити [шчи́стиети]
- з + дж →[жд͡ж]: з джерела́ [жд͡жеиреила́]
- ш + с' → [с':]: милу́єшся [миелу́јиіс':а]
- ж + с' → [з'с' ]: зва́жся [зва́з'с'а]
- ч + с' → [ц'с' ]: не моро́чся [моро́ц'с'а]
- ш + ц' → [с'ц' ]: на до́шці [на до́с'ц'і]
- ж + ц' →[з'ц' ]: на сму́жці [смуз'ц'і]
- ч +ц' → [ц':]: у ху́сточці [ху́стоц':і]
- На межі слів приголосні [ш], [ж], [ч] перед [с' ], [ц' ] не зазнають асимілятивних змін: [ваш с'інок'і́с], [де ж с'і́сти], [п'ідко́р'увач ц'ілиени́]
- д + с → [д̑зс]: ві́дступ [вʻʻі́д̑зступ]
- д + ц → [д̑зц]: відцура́тися [вʻʻід̑зцура́тиес'а]
- д + ш → [д͡жш]: відшліфува́ти [вʻʻід͡жшл'іфува́ти]
- д + ч → [д͡жч]: відчини́ти [вʻʻід͡жчиени́ти]
- д + ж → [д͡жж]: віджива́ти [вʻʻід͡жжиева́ти]
- д + з → [д̑зз]: ві́дзвук [вʻʻі́д̑ззвук]
- т + с → [ц]: бра́тство [бра́цтво]
- т +ц → [ц:]: кори́тце [кори́ц: е]
- т + ш у нормальному темпі мовлення → [чш]: бага́тшати [бага́чшати], у жвавому мовленні → [ч:]: [бага́ч: ати]
- т+ч → [ч:]: квітча́ти [квʻʻіч: а́ти]

25. При вимові відбувається також спрощення в групах приголосних:
- нт + ськ → [н'с'к]: студе́нтський [студе́н'с'кий]
- ст + ськ у звичайному темпі → [с'к]: туристський [тури́с'кий], у повільнішому → [с':к]: [тури́с':кий]
- нт + ст → [нст]: аге́нтство [аге́нство]
- ст + ц' → [с'ц' ]: арти́стці [арти́с'ц'і], у старанній вимові→[с'ц':]: [арти́с'ц':і]
- ст + ч → [шч]: невістчин [неивʻʻі́шч иен]
- ст + д → [зд]: шістдесят [шʻʻіздеис'а́т]
- ст + с → [с:]: шістсот [шʻʻіс: о́т]
- слово п'ятдесят вимовляється без подовження звука: [пйадеис'а́т]
- Сполучення чн у деяких[1] народно-побутових словах вимовляється як [шн]: [со́н'ашниĭ] день, [ја́шн'і] крупи, [смашна́ јаје́шн'а], [пшеини́шниј] хліб, [моло́шна] каша.

## Порушення правил української літературної вимови
Порушення правил норм української літературної вимови спричинене переважно:
- впливом правопису — мовці намагаються відтворювати написання слів (наприклад, сміється: (правильна вимова — [с'м'ійе́ц:'а], неправильна — [с'м'ійе́т'с'а])
- впливом діалектного оточення — наприклад, через вплив південно-західних діалектів мовці часто оглушують дзвінкі приголосні в кінці слів, що не характерно для української літературної вимови (наприклад [зуп] замість [зуб], [сторош] замість [сторож] тощо)
- впливом на вимову близькоспорідненої мови — зокрема, під впливом російської мови вимовляють м'яко шиплячий [ч]: [н'і́ч'ка], [руч'ка], [ч'аǐ] тощо.
- відсутністю до 1990-х років в українській мові літери ґ, у зв'язку з чим поширеною є ненормативна вимова слів аґрус, ґанок, ґелґотати та подібних зі звуком [г] замість [ґ], і навпаки: вимова [ґ] замість [г] у словах іншомовного походження (ґазета, ґаз тощо).

### Вимова звукосполучень
1. Сполучення -шся і -ться у дієслівних формах вимовляються як [с':а], [ц':а]: [зв'ішуйес \а], [у'чиц':а], [листуйец':а] (ортографічне: звішуєшся, учиться, листується).
2. Сполучення -жся, -чся у дієсловах наказового способу вимовляються як [з'с а], [цс а]: не [ур'і'з'с'а], не [мороц'с'а] (ортографічне: не вріжся, не морочся).
3. Групи приголосних, що з'являються у словах через словотворення, спрощуються: проїздн(ий) ->[пройізний]. Таку вимову приголосних закріплює український правопис: злісний, тижневий, якісно. Проте написання окремих слів, зокрема числівників шістнадцять, шістсот, шістдесят, не відповідає вимові: [ш'існадц'ат'], [ш'іс: от], [ш'ізде"с'а'т]. Така сама невідповідність спостерігається й у багатьох словах, утворених від іншомовних
твірних основ: президентський [пре"зиеде'нс'кий], агентський [агенс'кий].
Примітка. Ніколи не спрощуються звукосполучення [здр], [спр], [стр]: [здр]игатися, зу[стр]іч, [спр]ава.

### Вимова слів іншомовного походження
Іншомовні слова в українській мові фонетично й граматично адаптуються, проте деякі з них характеризуються орфоепічними особливостями:
1. Голосні [і] та [й] слід завжди вимовляти відповідно до їх написання. Після приголосних [д], [т], [з], [с], [р], [ж], [ч], [ш], [ц] постійно вимовляється [и], а не [і]: тираж, режим, шифр. Початковий [і] вимовляється чітко, а наближена до [и] вимова [і] є орфоепічною помилкою
2. В іншомовних словах ненаголошений [о] ніколи не переходить в [у]: документ, корупція, доручення (навіть перед складом з постійно наголошеним [у])
3. Ненаголошені [е], [и] після приголосних вимовляються з наближенням до [и], [е] відповідно: [те'нде'нц'ійа]

## Вимова голосних

### [а]
Вимовляється як неогублений голосний заднього ряду низького піднесення, у міжнародному фонетичному алфавіті позначається як [ɑ].

### [о]
У наголошеній позиції вимовляється як огублений голосний заднього ряду низькосереднього піднесення, у міжнародному фонетичному алфавіті позначається як [ɔ].
Ненаголошений звук [о] перед складом з [у́], [і́] в основі слова наближається до [у]: [коужу́х], [поудру́ж’:а]. При дуже швидкій вимові ненаголошений [о] може вимовлятися як [у°], наприклад: [гу°лу́бка], [з°узу́л'а]. Проте перед складом з наголошеним [у], [і], що належать до закінчення, ненаголошений [о] якісно не змінюється, тобто вимовляється як у звичайній ненаголошеній позиції
Порушенням норми української орфоепії є вимова замість [о] звуку [а], що є характерним для російської мови.

### [у]
Вимовляється як [огублений голосний заднього ряду високого піднесення], у міжнародному фонетичному алфавіті позначається як [u].

### [е]
У наголошеній позиції вимовляється як неогублений голосний переднього ряду низькосереднього піднесення, у міжнародному фонетичному алфавіті позначається як [ɛ].
У ненаголошеній позиції вимовляється здебільшого із наближенням до [и], але ступінь наближеності у залежності від позиції буде різним. Ненаголошений [е] вимовляється:
- з найбільшим ступенем наближеності до [и] перед складом з наголошеними [і́], [у́], [и́]: [ниес'і́мо] (несімо)
- як [и] перед складом з наголошеним [и́] при швидкому темпі мовлення: [види́], [вили́киǐ]
- як [еи] (з середнім ступенем наближеності) перед складом з іншою голосною, а перед складом з наголошеним [е́] із найменшим ступенем наближеності: [чеика́ти], [меине́][3].
- як [иі] перед складом з наголошеним [і́]: [пиіч'і́т']
- як [еі] між м'якими приголосними [окра́йеіц']. У цій позиції також допускається вимова [іе] або [іи]: [за́йіиц'][4].

Виразно (як [е]) вимовляється у наголошеній позиції, а також в ненаголошених закінченнях називного відмінка іменника, прикметника, порядкового числівника, займенника, дієприкметника середнього роду, а також в особових закінченнях дієслів: [поле], [тепле], [наше], [писане], [кличе], [пише].

### [и]
Вимова голосного звука [и] за правилами орфоепії — чітка. Вимовляється виразно під наголосом як звук переднього ряду і високо-середнього підняття, проміжний між [і] й [е]: [тихо], [хитра], [ми], [син], [нива]. Твориться він у вимові легко, без напруження. Напружена вимова, значно обнижена артикуляція, близька до [еи] або [е]: [т-еи-хо], [х-еи-тра] — властива південно-західним говорам, є відступом від норми. Не є літературною і вузька та підвищена вимова типового [и], характерна для північних говорів: [м-иі], [н-иі-ва], [м-іи], [н-іи-ва].
Вимова [и] як [ɨ] (російського або білоруського «ы»), рівно як змішання його з [і] теж порушує літературну норму.

### [і]
Вимова голосного звука [і] за правилами орфоепії чітка як звук переднього ряду і високого ступеня підняття язикової спинки: [д'ід], [с'іно], [с'іл'с'кий]. Так вимовляється й [і], що походить з [о]: |н'іж], [с'ік], [с'т'іл], [пос'т'ійний], [н'іг], [бол'іт], [брат'іу], [в'іл], [б'ік], [в'ін]; також [і], в закінченні називного відмінка множини прикметників, дієприкметників, числівників, займенників: [гарн'і], [здоров'і], [братов'і], [бит'і], [друг'і], [наш'і]; звук [і] на межі слів та частин абревіатур: [д'ід і баба], [ф'інінспектор].

## Вимова приголосних
1. Дзвінкі приголосні в кінці слова й перед глухими в середині слова вимовляються дзвінко: [народ], [хліб], [тридцат']. Примітка. 3 усіх дзвінких приголосних тільки глотковий звук [г] вимовляється як [х]: [лехко], [во'хкий], [д'охт'у] (ортографічне: легко, вогкий, дьогтю).
2. Оглушуються прийменник і префікс з- перед глухими приголосними: [с тобо'йу], [ссу'нути].
3. Префікси роз-, без- можуть вимовлятися дзвінко й глухо (як до темпу вимови): [розписка] і {росписка], {розказати} і Іросказа'ти].
4. Губні, шиплячі (крім подовжених) та задньоязикові в кінці слова та складу вимовляються твердо: [знов], [велич], [сім], [л'убо'вйу], [обчисле*н':а]. Лише перед [і] ці приголосні вимовляються як напівм'які: [б'іл], [ш'іс'т], [к' іно']. Подовжені шиплячі вимовляються як напівм'які: [зб1 Іж'\а], \р'іч':у].
5. Африкати [дз], [дж] вимовляються як неподільні звуки: \дз\вінок\ прису[дж]увати, відря[дж]ення, нагоро[дж]ення. Звукосполучення [д] і [з], [д] і [ж] вимовляються як два окремі звуки: ві[д][з]ивати, пі[д][з]вітний, пере[д][з]'їздівський, пі[д][ж]ену.
6. Передньоязикові [д], [т], [з], [с], [ц], [н] перед м'якими приголосними та перед [і] вимовляються м'яко: [майбутне], [нат ак], [сіл].
7. Звук [ґ] слід вимовляти у словах: ґатунок, ґвалт, ґречний, ґрунт, ґанок, ґрунтовний, ґрати (рос. решётка), ґрасувати (розчищати) та ін.